# 南大隅町立根占中学校
南大隅町立根占中学校（みなみおおすみちょうりつねじめちゅうがっこう）は、鹿児島県南大隅町根占山本にある町立中学校である。通称は『根中』（ねっちゅう）。

## 沿革
- 2002年（平成14年） - 根占町内の3中学校（旧根占町立根占中学校、根占町立滑川中学校、根占町立登尾中学校）を統合し、根占町立根占中学校として開校[2]。
- 2004年（平成16年） - 丸刈り校則廃止。
- 2005年（平成17年） - 根占町、佐多町の合併により南大隅町立根占中学校となる。
- 2009年（平成21年） - ロボコン部発足[3]。

## 教育目標
「自ら考え行動し、豊かな心を持ち、たくましく生きる生徒を育成する」

## 部活動
下記のような部活動が存在する。
ロボコン部
2009年創設。初出場の県大会で九州大会出場枠8人のうち5人が本校からであった。
2010年大会ではベスト3を独占。
2011年鹿児島県大会では応用部門でベスト8を独占。
サッカー部
2012年の大隅半島リーグにて14戦全勝で優勝。
野球部
2012年の軟式野球錦江大会で準優勝。
バドミントン部
大会入賞者を輩出。

## 生徒会
- 本部・執行部で構成される。
- 委員会ではなく専門部と言う形である。
- 各専門部は部長、副部長が統率する。

## 著名な出身者
- 愛華みれ - 日本の女優。旧根占中学校卒[8]。